# Leichtathletik-Weltmeisterschaften 2009/Teilnehmer (Sudan)
| Gelbes Symbol für Goldmedaillen mit stilisierten Olympischen Ringen | Graues Symbol für Silbermedaillen mit stilisierten Olympischen Ringen | Braundes Symbol für Bronzemedaillen mit stilisierten Olympischen Ringen |
| ------------------------------------------------------------------- | --------------------------------------------------------------------- | ----------------------------------------------------------------------- |
| —                                                                   | —                                                                     | —                                                                       |

Der sudanesische Leichtathletik-Verband stellte neun Athleten bei den Leichtathletik-Weltmeisterschaften 2009 in Berlin.

## Ergebnisse

### Männer

#### Laufdisziplinen
| Athlet                | Disziplin | Vorlauf     | Vorlauf | Halbfinale         | Halbfinale         | Finale             | Finale             |
| Athlet                | Disziplin | Zeit        | Platz   | Zeit               | Platz              | Zeit               | Platz              |
| --------------------- | --------- | ----------- | ------- | ------------------ | ------------------ | ------------------ | ------------------ |
| Nagmeldin Ali Abubakr | 400 m     | 46,48 s     | 36      | nicht qualifiziert | nicht qualifiziert | nicht qualifiziert | nicht qualifiziert |
| Rabah Yousif          | 400 m     | 45,55 s PB  | 15      | 45,63 s            | 16                 | nicht qualifiziert | nicht qualifiziert |
| Ismail Ahmed Ismail   | 800 m     | 1:47,20 min | 21      | DNF                | DNF                | –                  | –                  |
| Abubaker Kaki         | 800 m     | 1:46,41 s   | 8       | DNF                | DNF                | –                  | –                  |
| Abdalla Abdelgadir    | 1500 m    | 3:47,78 min | 43      | nicht qualifiziert | nicht qualifiziert | nicht qualifiziert | nicht qualifiziert |

### Frauen

#### Laufdisziplinen
| Athletin        | Disziplin        | Vorlauf     | Vorlauf | Halbfinale | Halbfinale | Finale             | Finale             |
| Athletin        | Disziplin        | Zeit        | Platz   | Zeit       | Platz      | Zeit               | Platz              |
| --------------- | ---------------- | ----------- | ------- | ---------- | ---------- | ------------------ | ------------------ |
| Nawal El Jack   | 400 m            | DNF         | DNF     | –          | –          | –                  | –                  |
| Muna Jabir Adam | 400 m Hürden     | DNS         | DNS     | –          | –          | –                  | –                  |
| Durka Mana      | 3000 m Hindernis | 9:52,90 min | 37      |            |            | nicht qualifiziert | nicht qualifiziert |

#### Sprung/Wurf
| Athletin      | Disziplin  | Qualifikation | Qualifikation | Finale             | Finale             |
| Athletin      | Disziplin  | Weite/Höhe    | Platz         | Weite/Höhe         | Platz              |
| ------------- | ---------- | ------------- | ------------- | ------------------ | ------------------ |
| Yamilé Aldama | Dreisprung | 14,11 m       | 13            | nicht qualifiziert | nicht qualifiziert |